# PGC 11370
LEDA/PGC 11370, auch UGC 2465, ist eine Spiralgalaxie vom Hubble-Typ Sa im Sternbild Perseus am Nordsternhimmel. Sie ist schätzungsweise 231 Millionen Lichtjahre von der Milchstraße entfernt und hat einen Durchmesser von etwa 55.000 Lichtjahren. Vom Sonnensystem aus entfernt sich das Objekt mit einer errechneten Radialgeschwindigkeit von näherungsweise 5.100 Kilometern pro Sekunde.
Gemeinsam mit fünf weiteren Mitgliedern bildet sie die Lyons Groups of Galaxies LGG 80 um PGC 11625. Im selben Himmelsareal befinden sich unter anderem die Galaxien NGC 1167, PGC 11210, PGC 11369, PGC 213148.